# Freccia Vallone 2011
La Freccia Vallone 2011, settantacinquesima edizione della corsa, valevole come undicesima prova del UCI World Tour 2011, si svolse il 20 aprile 2011 per un percorso di 201 km e fu vinta dal belga Philippe Gilbert.

## Percorso
Partendo da Charleroi, la corsa affrontò le "côtes" d'Ereffe, di Peu d'Eau, Haut-Bois, Thon, Bonneville, Bohissau ed Ahin. Il gruppo affrontò per tre volte l'ormai mitico Muro di Huy, 1300 metri di lunghezza con pendenze fino al 26%, con il traguardo finale posto in cima allo stesso Muro.

## Squadre e corridori partecipanti
| N.      | Cod. | Squadra                |
| ------- | ---- | ---------------------- |
| 1-8     | BMC  | BMC Racing Team        |
| 11-18   | KAT  | Katusha Team           |
| 21-28   | SBS  | Saxo Bank-Sungard      |
| 31-38   | RSH  | Team RadioShack        |
| 41-48   | THR  | HTC-Highroad           |
| 51-56   | RAB  | Rabobank Cycling Team  |
| 61-68   | GRM  | Team Garmin-Cervélo    |
| 71-78   | LEO  | Team Leopard-Trek      |
| 81-88   | LAM  | Lampre-ISD             |
| 91-98   | MOV  | Movistar Team          |
| 101-108 | QST  | Quickstep Cycling Team |
| 111-118 | SKY  | Sky Procycling         |
| 121-128 | OLO  | Omega Pharma-Lotto     |

| N.      | Cod. | Squadra                      |
| ------- | ---- | ---------------------------- |
| 131-138 | LIQ  | Liquigas-Cannondale          |
| 141-148 | EUS  | Euskaltel-Euskadi            |
| 151-158 | ALM  | AG2R La Mondiale             |
| 161-168 | VCD  | Vacansoleil-DCM              |
| 171-178 | AST  | Pro Team Astana              |
| 181-188 | COF  | Cofidis                      |
| 191-198 | SKS  | Skil-Shimano                 |
| 201-208 | FDJ  | FDJ                          |
| 211-218 | LAN  | Landbouwkrediet              |
| 221-228 | SAU  | Saur-Sojasun                 |
| 231-238 | VWA  | Veranda's Willems-Accent     |
| 241-248 | TSV  | Topsport Vlaanderen-Mercator |

## Ordine d'arrivo (Top 10)
| Pos. | Corridore           | Squadra      | Tempo    |
| ---- | ------------------- | ------------ | -------- |
| 1    | Philippe Gilbert    | OmegaPharma  | 4h54'57" |
| 2    | Joaquim Rodríguez   | Katusha      | a 3"     |
| 3    | Samuel Sánchez      | Euskaltel    | a 5"     |
| 4    | Aleksandr Vinokurov | Astana       | a 6"     |
| 5    | Igor Antón          | Euskaltel    | s.t.     |
| 6    | Jelle Vanendert     | Omega Pharma | s.t.     |
| 7    | Fränk Schleck       | Leopard      | s.t.     |
| 8    | Daniel Moreno       | Katusha      | a 9"     |
| 9    | Christophe Le Mével | Garmin       | a 12"    |
| 10   | Paul Martens        | Rabobank     | s.t.     |

## Punteggi UCI
| Pos. | Corridore           | Squadra      | Punti |
| ---- | ------------------- | ------------ | ----- |
| 1    | Philippe Gilbert    | Omega Pharma | 80    |
| 2    | Joaquim Rodríguez   | Katusha      | 60    |
| 3    | Samuel Sánchez      | Euskaltel    | 50    |
| 4    | Aleksandr Vinokurov | Astana       | 40    |
| 5    | Igor Antón          | Euskaltel    | 30    |
| 6    | Jelle Vanendert     | Omega Pharma | 22    |
| 7    | Fränk Schleck       | Leopard      | 14    |
| 8    | Daniel Moreno       | Katusha      | 10    |
| 9    | Christophe Le Mével | Garmin       | 6     |
| 10   | Paul Martens        | Rabobank     | 2     |

| Pos. | Squadra               | Punti |
| ---- | --------------------- | ----- |
| 1    | Omega Pharma-Lotto    | 102   |
| 2    | Euskaltel-Euskadi     | 80    |
| 3    | Katusha Team          | 70    |
| 4    | Pro Team Astana       | 40    |
| 5    | Team Leopard-Trek     | 14    |
| 6    | Team Garmin-Cervélo   | 6     |
| 7    | Rabobank Cycling Team | 2     |

| Pos. | Squadra     | Punti |
| ---- | ----------- | ----- |
| 1    | Spagna      | 150   |
| 2    | Belgio      | 102   |
| 3    | Kazakistan  | 40    |
| 4    | Lussemburgo | 14    |
| 5    | Francia     | 6     |
| 6    | Germania    | 2     |